# TSV Kottern
Turn- und Sportverein Kottern-St.Mang e.V. é uma agremiação esportiva alemã, fundada a 15 de setembro de 1925, sediada em Kempten, na Baviera.

## História
A equipe foi criada como Freier Fußballclub Kottern e formada por trabalhadores. Foi considerada politicamente indesejável sob o regime nazista e a sociedade tornou-se parte do Turn-und Sportverein Kottern. Passou a jogar na A-Klasse em toda a década de 30 e meados de 40.
Após a Segunda Guerra Mundial, o Kottern atuou na Kreisliga Schwaben-Süd, na qual ganhou um título, em 1947, mas não pôde aceitar a promoção devido à situação de transporte muito precária nos dias do pós-guerra, já que as viagens fora de casa se tornaram muito difícil. Conquistou um segundo título, em 1953, e avançou para a Landesliga Bayern (III), na qual atuaram de 1954 a 1963, com exceção da temporada 1959-60. O futebol alemão foi restruturado com a formação da Bundesliga, em 1963, e o TSV foi integrado na Bezirksliga Schwaben-Süd (V), onde permaneceu nas temporadas seguintes. Acabou rebaixado à A-Klasse Süd, em 1970 e 1978, mas as duas vezes foi devolvido para a Bezirksliga.
Em outubro de 1971, o TSV Kottern se fundiu ao TSV St. Mang para formar TSV Kottern-St. Mang.
O clube tomou parte da recém-formada Bezirksoberliga Schwaben (VI), em 1987, e depois de escorregar brevemente em 1990, voltou para conquistar a divisão, em 1993, e ganhar a promoção para a Landesliga Bayern-Süd (V) para a terceira temporada.
Visando a temporada 2007-08, o Kottern estava de volta à Bezirksoberliga e encontrava-se na zona de rebaixamento. O clube demitiu seu gerente, Uwe Zenkner, em 3 de dezembro de 2007 e contratou Bernd Kunze, na esperança de melhorar a sua situação, conseguindo um nono lugar no final da temporada. Outro título da Bezirksoberliga, em 2010, conduziu o clube de volta à Landesliga.
Ao fim da temporada 2011-12 se qualificou diretamente para a Bayernliga recentemente expandida depois de terminar em sexto na Landesliga. 

## Títulos
| - 2. Amateurliga Schwaben (IV) - Campeão: (2) 1953, 1960 - Bezirksoberliga Schwaben (V-VI) - Campeão: (4) 1993, 2002, 2005, 2010 - Bezirksliga Schwaben-Süd (VI) - Campeão: 1991 | - Schwaben Cup - Vice-campeão: (2) 1954, 1999 |

## Cronologia recente
A recente performance do clube:
| Temporada | Divisão                  | Módulo | Posição |
| 1988–89   | Bezirksoberliga Schwaben | V      | 13º     |
| 1989–90   | Bezirksoberliga Schwaben | V      | 16º ↓   |
| 1990–91   | Bezirksliga Schwaben-Süd | VI     | 1º ↑    |
| 1991–92   | Bezirksoberliga Schwaben | V      | 5º      |
| 1992–93   | Bezirksoberliga Schwaben | V      | 1º ↑    |
| 1993–94   | Landesliga Bayern-Süd    | IV     | 14º     |
| 1994–95   | Landesliga Bayern-Süd    | V      | 11º     |
| 1995–96   | Landesliga Bayern-Süd    | V      | 17º ↓   |
| 1996–97   | Bezirksoberliga Schwaben | VI     | 3º      |
| 1997–98   | Bezirksoberliga Schwaben | VI     | 9º      |
| 1998–99   | Bezirksoberliga Schwaben | VI     | 11º     |
| 1999–2000 | Bezirksoberliga Schwaben | VI     | 10º     |

| Temporada | Divisão                  | Módulo | Position |
| 2000–01   | Bezirksoberliga Schwaben | VI     | 13º      |
| 2001–02   | Bezirksoberliga Schwaben | VI     | 1º ↑     |
| 2002–03   | Landesliga Bayern-Süd    | V      | 15º ↓    |
| 2003–04   | Bezirksoberliga Schwaben | VI     | 12º      |
| 2004–05   | Bezirksoberliga Schwaben | VI     | 1º ↑     |
| 2005–06   | Landesliga Bayern-Süd    | V      | 11º      |
| 2006–07   | Landesliga Bayern-Süd    | V      | 17º ↓    |
| 2007–08   | Bezirksoberliga Schwaben | VI     | 9º       |
| 2008–09   | Bezirksoberliga Schwaben | VII    | 6º       |
| 2009–10   | Bezirksoberliga Schwaben | VII    | 1º ↑     |
| 2010–11   | Landesliga Bayern-Süd    | VI     | 3º       |
| 2011–12   | Landesliga Bayern-Süd    | VI     | 6º ↑     |
| 2012–13   | Bayernliga Süd           | V      |          |

## Fonte
- Grüne, Hardy (2001). Vereinslexikon. Kassel: AGON Sportverlag ISBN 3-89784-147-9